# Самар (острів)
Самар (варай. Samar) — один з островів центральної частини Філіппінського архіпелагу.
Площа острова — 12 849,4 км². На острові проживає 1,7 млн осіб (2010).

## Походження назви
До того, як тут в 1596 році з'явилися іспанські конкістадори, острів був відомий під багатьма назвами — Сама, Ібабао, тандем. А назва Самар походить від слова «Самад», що означає «розсічений» і якнайкраще характеризує ландшафт острова — порізаний численними річками і струмками.

## Історія
Острів відкрив для європейців іспанський мореплавець Руї Лопес де Вільялобос (ісп. Ruy López de Villalobos) у 1543 році. На той час тут проживали вараї — нащадки корінних аборигенів і вихідців з Калімантану.

## Населення
Найбільше місто — Калбайог (вар. Calbayog). На острові розташовані 3 адміністративно-територіальні провінції Філіппін — Самар (733377 осіб), Північний Самар (589013 осіб) і Східний Самар (428877 осіб). Загальне населення цих трьох провінції за переписом 2010 року становить 1751267 осіб, більшість з яких належить до народності вісая.

## Економіка
Працюють підприємства харчової, гірничодобувної, лісопереробної промисловості.
Основні заняття жителів — землеробство (рис, маїс, банани, цитрусові, манго, кава, какао, абака, цукрова тростина, а також тваринництво (буйволи, бики, кози, вівці, свині, кури, качки), рибальство (сардина, тунець)
На Самарі ведеться видобуток мінеральних ресурсів і заготівля лісу.

## Культура
Серед народних ремесел поширені обробка дерева та металу, гончарство, плетіння з ротанга, бамбука, а також виготовлення прикрас.